# KN Большого Пса
KN Большого Пса (лат. KN Canis Majoris) — одиночная переменная звезда в созвездии Большого Пса на расстоянии приблизительно 3352 световых лет (около 1028 парсеков) от Солнца. Видимая звёздная величина звезды — от +8,72m до +8,52m.

## Характеристики
KN Большого Пса — оранжевая пульсирующая полуправильная переменная звезда типа SRD (SRD:) спектрального класса K7.